# Майкл (фільм, 2026)
«Майкл» (англ. Michael) — майбутня американська біографічна музична драма, знята Антуаном Фукуа за сценарієм Джона Логана, заснована на житті американського співака, автора пісень і танцюриста Майкла Джексона. Головну роль зіграв племінник Джексона Джаафар Джексон, який дебютував у кіно, в ролях другого плану: Колман Домінго, Ніа Лонг, Майлз Теллер, Лора Геррієр і Кет Ґрем.

## Синопсис
Історія життя і кар'єри Майкла Джексона з моменту вступу до гурти Jackson 5 і до смерті за кілька тижнів до останнього туру.

## Акторський склад
| Актор               | Роль             |
| ------------------- | ---------------- |
| Джафар Джексон      | Майкл Джексон    |
| Колман Домінго      | Джо Джексон      |
| Ніа Лонг            | Кетрін Джексон   |
| Майлз Теллер        | Джон Бранка      |
| Лора Геррієр        | Сюзанна де Пасс  |
| Джамал Р. Хендерсон | Джермейн Джексон |
| Тре Хортон          | Марлон Джексон   |
| Райан Хілл          | Тіто Джексон     |
| Джозеф Девід-Джонс  | Джекі Джексон    |
| Кет Ґрем            | Даяна Росс       |
| Джессіка Сула       | Ла Тоя Джексон   |
| Лоренц Тейт         | Беррі Горді      |
| Кендрік Семпсон     | Квінсі Джонс     |

## Виробництво

### Передпродакшн
У листопаді 2019 року було оголошено, що Грем Кінг отримав права на продюсування фільму про Майкла Джексона, а Джон Логан напише сценарій. У лютому 2022 року Lionsgate придбала права на дистрибуцію. Кастинг розпочався у червні, кастинг-директоркою стала Кімберлі Хардін. У січні 2023 року Антуан Фукуа був оголошений режисером, а племінник Джексона Джафар Джексон — виконавцем ролі Джексона. У січні 2024 року Джуліано Крю Вальді був обраний на роль молодого Майкла, а Колман Домінго на роль Джо Джексона та Ніа Лонг на роль Кетрін Джексон. Також того місяця повідомлялося, що Майлз Теллер веде переговори про роль одного з адвокатів Джексона. У лютому Теллера затвердили на роль Джона Бранки. Акторський склад решти учасників «Джексон-5» був оголошений пізніше того ж місяця; у березні доєдналися Лора Гаррієр, Кет Грем, Ларенц Тейт, Джессіка Сула, Лів Сімон, Кевін Шинік, КейЛін Даррел Джонс і Кендрік Семпсон. У квітні 2024 року до акторського складу приєднався Дерек Люк. Сценарій містить інформацію про звинувачення Джексона у сексуальному насильстві над дітьми, при цьому Кінг сказав, що він хотів "гуманізувати, а не дезінфікувати, і представити найбільш переконливу, неупереджену історію".

### Зйомки
Основні зйомки повинні були розпочатися в середині 2013 року протягом 80 днів у Санта-Барбарі, і, за прогнозами Каліфорнійської кінокомісії, на заробітну плату знімальній групі та постачальників було витрачено 120 мільйонів доларів США. Зйомки були відкладені у вересні 2023 року через страйк SAG-AFTRA. Зрештою зйомки розпочалися 22 січня 2024 року, оператором виступив Діон Бібі. Барбара Лінг виступила художником-постановником, а Марсі Роджерс — художником по костюмах. Зйомки завершилися 30 травня 2024 року, про що компанія GK Films повідомила в соціальних мережах.

## Випуск
Реліз «Майкла» заплановано на 24 квітня 2026 року, хоча випуск в прокат у США був запланований на 18 квітня 2025 року. Несподіваний передпоказ фільму відбувся 10 квітня 2024 року на CinemaCon і отримав позитивні відгуки.